# کورال روان
کورال روان یا شورال روان (انگلیسی: Chorale Roanne Basket) باشگاه بسکتبال حرفه‌ای مستقر در روآن فرانسه است. این باشگاه در سال ۱۹۳۷ تأسیس شد و رنگ این تیم آبی و سفید می‌باشد.